# La Route de Singapour
Pour plus de détails, voir Fiche technique et Distribution.
La Route de Singapour (The Road to Singapore) est un film américain réalisé par Alfred E. Green, sorti en 1931.

## Fiche technique
- Titre original : The Road to Singapore
- Titre français : La Route de Singapour
- Réalisation : Alfred E. Green
- Scénario : J. Grubb Alexander (en) d'après la pièce de Roland Pertwee (en) et le roman de Denise Robins
- Direction artistique : Anton Grot
- Costumes : Earl Luick
- Photographie : Robert Kurrle
- Montage : William Holmes
- Société de production : Warner Bros.
- Pays d'origine : États-Unis
- Format : Noir et blanc
- Genre : drame
- Durée : 69 minutes
- Date de sortie : 1931

## Distribution
- William Powell : Hugh Dawltry
- Doris Kenyon : Philippa Crosby March
- Marian Marsh : Rene March
- Louis Calhern : Dr George March
- Alison Skipworth : Mme Wey-Smith
- Lumsden Hare : Mr Wey-Smith
- Tyrell Davis (en) : Nikki
- Albert Edward Anson (en) : Dr Muir